# Michael Klobe
Michael Klobe (* 8. Februar 1950 in Ost-Berlin; † 22. April 2011 in Berlin) war ein deutscher Schauspieler, Kabarettist und Hörspielsprecher.

## Leben
Der 1950 in Berlin geborene Michael Klobe erlernte den Beruf eines Feinmechanikers und arbeitete in den 1970er Jahren im VEB Studiotechnik Berlin. Bereits in dieser Zeit wirkte er im Amateurkabarett Die Reizzwecken mit, dem er über viele Jahre verbunden blieb. Von 1996 bis zu seinem frühen Tod war er in über 30 Rollen an der Volksbühne am Rosa-Luxemburg-Platz in Berlin engagiert. Ab den 1980er Jahren stand er häufig für Spielfilme und Fernsehproduktionen vor der Kamera und wirkte nach der Wende für mehrere Rundfunkanstalten als Hörspielsprecher.
Michael Klobe verstarb nach langer Krankheit am 22. April 2011 im Alter von 61 Jahren in Berlin.

## Filmografie
- 1979: Hochzeit in Weltzow (Fernsehfilm)
- 1980: Aber Doktor (Fernsehfilm)
- 1980: Oben geblieben ist noch keiner (Fernsehfilm)
- 1980: Der Baulöwe
- 1980: Don Juan – Karl-Liebknecht-Str. 78
- 1981: Jockei Monika (Fernsehserie, 1 Episode)
- 1982: Familie Rechlin (Fernseh-Zweiteiler)
- 1982: Sabine Kleist, 7 Jahre…
- 1983: Frühstück im Bett (Fernsehfilm)
- 1983: Spuk im Hochhaus (Fernsehserie, 1 Episode)
- 1983: Zille und ick
- 1983: Martin Luther (Fernseh-Fünfteiler)
- 1985: Meine Frau Inge und meine Frau Schmidt
- 1979: Polizeiruf 110: Verführung (Fernsehreihe)
- 1986: Der Junge mit dem großen schwarzen Hund
- 1987: Mensch Hermann (Fernsehserie, 1 Episode)
- 1990: Spreewaldfamilie (Fernsehserie, 1 Episode)
- 1992: Banale Tage
- 1992: Sherlock Holmes und die sieben Zwerge (Fernsehserie, 1 Episode)
- 1996: Männerpension
- 1996: Tatort: Tod im Jaguar (Fernsehreihe)
- 1996: Polizeiruf 110: Kurzer Traum
- 1997: Polizeiruf 110: Der Tausch
- 1997: Der Hauptmann von Köpenick (Fernsehfilm)
- 1998: Das Mambospiel
- 1999: Sonnenallee
- 2002: Liebesau – Die andere Heimat (Fernseh-Vierteiler)
- 2004: Kleinruppin forever

## Theater
- 1984: Autorenkollektiv:  Aber wir bleiben Orden(t)lich – Regie: ? (Die Reizzwecken, Berlin)
- 1986: Autorenkollektiv: Berlin ist seine Preise wert – Regie: ? (Die Reizzwecken, Berlin)
- 1988: Autorenkollektiv: Wir machen uns fertig – Regie: ? (Die Reizzwecken, Berlin)
- 1996: William Shakespeare: Richard III. (Rutland) – Regie: Martin Kušej (Volksbühne am Rosa-Luxemburg-Platz, Berlin)
- 1997: Gerhart Hauptmann: Die Weber – Regie: Frank Castorf (Volksbühne am Rosa-Luxemburg-Platz, Berlin)
- 1999: Christoph Schlingensief: Berliner Republik oder Der Ring in Afrika (Bodo Hombach) – Regie: Christoph Schlingensief (Volksbühne am Rosa-Luxemburg-Platz, Berlin)
- 2000: Ulrich Plenzdorf: Paul und Paula. Die Legende vom Glück ohne Ende – Regie: Leander Haußmann (Volksbühne am Rosa-Luxemburg-Platz, Berlin)
- 2001: Alex Garland: Beach – Regie: Jan Jochymski (Volksbühne im Prater, Berlin)
- 2002: Andrei Nekrassow: Königsberg – Regie: Andrei Nekrassow (Volksbühne am Rosa-Luxemburg-Platz, Berlin)
- 2002: Michail Bulgakow: Der Meister und Margarita – Regie: Frank Castorf (Volksbühne am Rosa-Luxemburg-Platz, Berlin)
- 2004: Frank Norris: Gier nach Gold – Regie: Frank Castorf (Volksbühne am Rosa-Luxemburg-Platz, Berlin)
- 2005: Anton Tschechow: Iwanow (Nasarowna) – Regie: Dimiter Gotscheff (Volksbühne am Rosa-Luxemburg-Platz, Berlin)
- 2005: Botho Strauß: Groß und klein (Erdling) – Regie: Frank Castorf (Volksbühne am Rosa-Luxemburg-Platz, Berlin)
- 2006: Marco Ferreri/Rafael Azcona/Francis Blanche: Das große Fressen – Regie: Dimiter Gotscheff (Volksbühne am Rosa-Luxemburg-Platz, Berlin)
- 2007: Nikolai Erdman: Der Selbstmörder – Regie: Dimiter Gotscheff (Volksbühne am Rosa-Luxemburg-Platz, Berlin)
- 2007: Louis-Ferdinand Céline: Nord – Regie: Frank Castorf (Volksbühne am Rosa-Luxemburg-Platz, Berlin)
- 2008: Alfred Jarry: Ubukoenig – Regie: Dimiter Gotscheff (Volksbühne am Rosa-Luxemburg-Platz, Berlin)
- 2008: Johann Wolfgang von Goethe: Faust. Der Tragödie zweiter Teil – Regie: Silvia Rieger (Volksbühne am Rosa-Luxemburg-Platz, Berlin)
- 2009: Bertolt Brecht: Die Geschäfte des Herrn Julius Cäsar – Regie: Silvia Rieger (Volksbühne am Rosa-Luxemburg-Platz, Berlin)
- 2010: Nach Anton Tschechow: Nach Moskau! Nach Moskau! (Ferapont) – Regie: Frank Castorf (Volksbühne am Rosa-Luxemburg-Platz, Berlin)
- 2010: Hans Henny Jahnn: Pastor Ephraim Magnus – Regie: Silvia Rieger (Volksbühne am Rosa-Luxemburg-Platz, Berlin)

## Hörspiele
- 2000: Karl-Heinz Bölling: Tschaikowsky oder Eine alleinstehende Frau in ihrer schönen Wohnung (Tschaikowsky) – Regie: Heidrun Nass (Hörspiel – DLR)
- 2000: Klaus Buhlert: Den Kopf hinhalten::: – Regie: Klaus Buhlert (Hörspiel – DLR)
- 2001: Michael Koser: Film Noir (Obmann der Jury) – Regie: Beate Andres (Kriminalhörspiel – DLR)
- 2001: Irina Liebmann: Lolalola.de – Regie: Beatrix Ackers (Hörspiel – DLR)
- 2002: Tom Peuckert: Der teuerste Kopf der Welt (Gerichtsmediziner) – Regie: Beate Andres (Kriminalhörspiel – SFB/ORB)
- 2002: Christa Maerker: Seifenblasen oder Wie Kurt Tucholsky ein Drehbuch schrieb – Regie: Stefanie Lazai (Hörspiel – DLR)
- 2003: Matthias Brandt: Verschleppung eines polnischen Priesters (Beamter) – Regie: Hein Bruehl (Hörspiel – WDR)
- 2005: Christoph Güsken: Blaubarts Gärtner (Hauptkommissar) – Regie: Christoph Dietrich (Kriminalhörspiel – DLR)
- 2005: Werner Buhss: Kaugummimonat (Manfred Hübner) – Regie: Martin Zylka (Kriminalhörspiel – DLR)
- 2006: Tom Wolf: Königsblau (Gärtner Krause) – Regie: Barbara Plensat (Kriminalhörspiel – DLR)
- 2006: Oliver Bukowski: Einer für alle (Anlagenbesitzer) – Regie: Alexander Schuhmacher (Kriminalhörspiel – DLR)
- 2007: Werner Buhss: Fischer sin Fru (Hübner) – Regie: Wolfgang Rindfleisch (Kriminalhörspiel – DLR)
- 2008: Marie Hermanson: Der Mann unter der Treppe (Kwädd) – Regie: Daniela Kletzke (Hörspiel – NDR)
- 2009: Hans Henny Jahnn: Armut, Reichtum, Mensch und Tier (Yngve) – Regie: Ulrich Gerhardt (Hörspiel – DLR)